# 유비소프트+
유비소프트+(Ubisoft+, 이전 명칭: Uplay+)는 유비소프트의 구독 기반 비디오 게임 서비스로, 월정액 요금으로 유비소프트의 라이브러리에 있는 게임을 다운로드하고 플레이할 수 있는 기능을 제공한다. 유비소프트+는 구독자에게 마이크로소프트 윈도우 PC에서 100개 이상의 게임 카탈로그에 무제한 액세스할 수 있는 권한을 제공하며, 여기에는 어쌔신 크리드 발할라, 와치 독스: 리전 및 임모탈 피닉스 라이징과 같은 타이틀이 포함된다. 유비소프트+는 또한 게임의 프리미엄 에디션, 클래식 타이틀 및 추가 콘텐츠 팩을 포함한다. Ubisoft+ 구독을 통해 무료 유비소프트 커넥트 게임 런처를 사용하여 윈도우 컴퓨터에서 게임을 다운로드하고 플레이할 수 있다.

## 역사
유비소프트는 E3 2019에서 새로운 구독 서비스인 Uplay+를 발표했다. 이 서비스는 2019년 9월 3일 윈도우용으로 출시되었다.
2020년 10월, Uplay+는 Ubisoft+로 리브랜딩되었고, 2020년 11월과 12월에 각각 미국 구독자를 대상으로 아마존 루나와 구글 스테이디어 클라우드 게임 플랫폼으로 서비스 확장을 발표했다. 2020년 10월에는 와치 독스: 리전, 2020년 11월에는 어쌔신 크리드 발할라, 2020년 12월에는 임모탈 피닉스 라이징 등 새로운 출시작들이 추가되었다.
2022년 6월, 회사는 플레이스테이션 콘솔에서 구형 게임을 제공하는 Ubisoft+ 클래식을 개편된 플레이스테이션 플러스 구독 서비스의 Extra, Deluxe 및 Premium 등급의 일부로 출시했다. 유비소프트+는 2023년 4월 12일 엑스박스 콘솔용으로 출시되었다. 2024년 1월, Ubisoft+ 클래식은 마이크로소프트 윈도우용 독립형 구독으로 출시되었고, 전체 구독은 Ubisoft+ 프리미엄으로 리브랜딩되었다. 2024년 3월, Ubisoft+ 클래식은 플레이스테이션 콘솔에서 독립형 구독으로 제공되기 시작했다.
2024년 9월 3일, 스타허브는 동남아시아에 유비소프트+를 (GameHub+를 통해) 제공한다고 발표했으며, 이는 이 서비스가 아시아 시장에 처음 출시된 것이다.

## 비판
2024년 1월, 유비소프트의 구독 담당 이사 필리프 트렘블레이(Philippe Tremblay)가 게임 구독 서비스의 진화하는 환경의 일환으로 게임 "소유"를 편안하게 받아들여야 한다는 인터뷰 발언 이후, 유비소프트는 일부 게이머들의 비판을 받았다.

## 로고

2019–2020
2020–현재